# Рыболовное судно

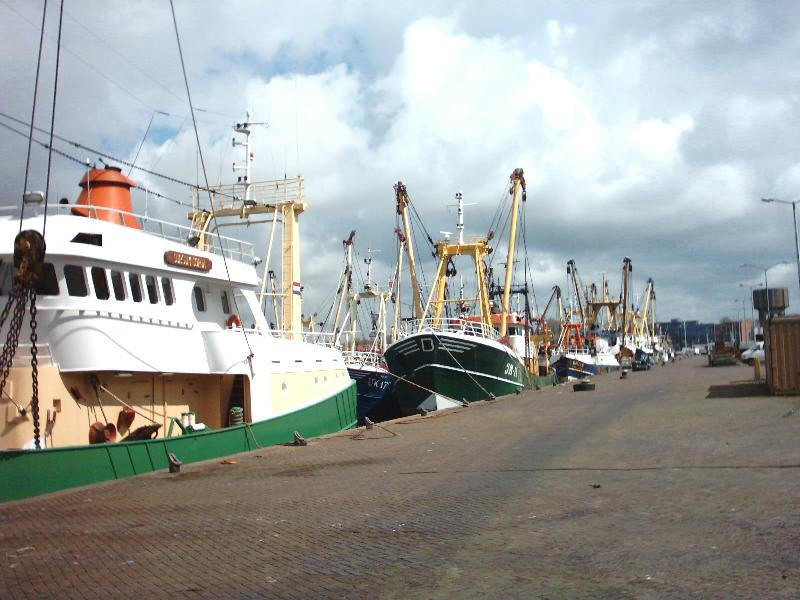
Небольшие рыбацкие суда в порту Эймёйден, Нидерланды

Рыболо́вное су́дно (промысло́вое су́дно), согласно определению конвенции СОЛАС (п. i, правило 2, глава I), означает судно, используемое для промысла рыбы, китов, тюленей, моржей или иных живых ресурсов моря.
В настоящее время рыболовные суда составляют почти треть мирового гражданского флота.
Основные типы промысловых судов:
- Сейнер — судно, ведущее лов при помощи кошелькового невода, поднимаемого грузовой стрелой.
- Траулер — судно, ведущее лов при помощи трала — сети в форме огромного мешка, буксируемого этим судном.
- Дрифтер — судно, ведущее лов в дрейфе при помощи плоской сети.
- Ярусолов — судно, ведущее лов крючковым орудием лова — ярусом.
- Плавучие рыбоконсервные заводы и базы. Прямо в открытом море такие суда перерабатывают пойманную рыбу в консервы.
- Китобойное судно используют для охоты на китов. Часто действуют не поодиночке, а в составе китобойных флотилий, при этом сами гарпунные суда — небольшие, а добытых ими китов перерабатывают на борту судна-базы. Сейчас китобойный промысел запрещён законами большинства стран, только Норвегия, Исландия и Япония до сих пор имеют и используют китобойные суда.
- Шаланда — судно, ведущее лов неводом, на парусном, а иногда на смешанном ходу (парус и тихоходный дизельный двигатель), использующееся и по сей день для промысла на Чёрном и Каспийском морях, особенно широко использовали до 1970—80-х годов до повсеместного введения судов на дизельном ходу.
- Байда — судно на моторном ходу, ведущее лов как неводом, так и другими доступными рыболовными снастями в силу собственного небольшого размера по сравнению с остальными судами. Похожа на очень большую лодку. Используются для промысла рыбаками с давних времён и по настоящее время на Каспийском, Чёрном и Азовском морях. Идеально подходит как для реки, так и для моря. В силу особенности строения в море используют без ограничений. Также используют как вспомогательное судно в рыболовном флоте при массовом лове на промысле.